# Saison 1999-2000 de la LHSPQ
Saison précédente Saison suivante
La saison 1999-2000 est la quatrième saison de la Ligue de hockey semi-professionnelle du Québec (souvent désignée par le sigle LHSPQ), ligue de hockey sur glace du Québec. Chacune des quatorze équipes qui commencent la saison joue trente-huit parties. Le Garaga de Saint-Georges remporte le titre du champion de la saison régulière alors que les Rapides de LaSalle remportent la finale des séries et la Coupe Futura.

## Saison régulière

### Classement des équipes
Pour les significations des abréviations, voir statistiques du hockey sur glace.
| Équipe                       | PJ | V  | D  | DF | BP  | BC  | Pts |
| ---------------------------- | -- | -- | -- | -- | --- | --- | --- |
| Garaga de Saint-Georges      | 38 | 27 | 9  | 2  | 191 | 112 | 56  |
| Grand Portneuf de Pont-Rouge | 38 | 25 | 8  | 5  | 170 | 116 | 55  |
| Aztèques d'Asbestos          | 38 | 24 | 10 | 4  | 188 | 161 | 52  |
| Condors de Jonquière         | 38 | 19 | 16 | 3  | 193 | 175 | 41  |
| Coyotes Thetford Mines       | 38 | 18 | 19 | 1  | 164 | 179 | 37  |
| Caron & Guay Beaupré         | 38 | 12 | 24 | 2  | 151 | 225 | 26  |
| Papetiers de Windsor         | 38 | 8  | 27 | 3  | 167 | 252 | 19  |

| Équipe                   | PJ | V  | D  | DF | BP  | BC  | Pts |
| ------------------------ | -- | -- | -- | -- | --- | --- | --- |
| Rapides de LaSalle       | 38 | 25 | 12 | 1  | 180 | 146 | 51  |
| Chiefs de Laval          | 38 | 24 | 14 | 0  | 184 | 146 | 48  |
| Dragons de Saint-Laurent | 38 | 21 | 14 | 3  | 169 | 160 | 45  |
| Royaux de Sorel          | 38 | 20 | 18 | 0  | 157 | 169 | 40  |
| Nova d'Acton Vale        | 38 | 15 | 18 | 5  | 149 | 178 | 35  |
| Blitz de Granby          | 38 | 14 | 19 | 5  | 188 | 216 | 33  |
| Blizzard de Joliette     | 38 | 14 | 21 | 3  | 155 | 171 | 31  |

### Classements des meilleurs pointeurs
| Joueur               | Équipe     | PJ | B  | A  | Pts | Pun |
| -------------------- | ---------- | -- | -- | -- | --- | --- |
| Martin Duval         | Granby     | 38 | 30 | 56 | 86  | 44  |
| Frédéric Vermette    | St-Georges | 38 | 32 | 49 | 81  | 67  |
| Jean Imbeault        | Jonquière  | 38 | 29 | 47 | 76  | 24  |
| Patrick Bisaillon    | Asbestos   | 37 | 32 | 40 | 72  | 77  |
| Christian Desrochers | Granby     | 34 | 28 | 43 | 71  | 20  |
| Denis Paul           | Joliette   | 36 | 29 | 37 | 66  | 39  |
| Marco Lemay          | Granby     | 33 | 17 | 49 | 66  | 110 |
| Denis Leblanc        | Pont-Rouge | 38 | 28 | 37 | 65  | 32  |
| Patrick Deraspe      | LaSalle    | 38 | 25 | 40 | 65  | 42  |
| Christian Sbrocca    | Laval      | 35 | 17 | 47 | 64  | 69  |

## Séries éliminatoires

### Classements des meilleurs pointeurs des séries
| Joueur                | Équipe     | PJ | B  | A  | Pts | Pun |
| --------------------- | ---------- | -- | -- | -- | --- | --- |
| Denis Leblanc         | Pont-Rouge | 23 | 15 | 22 | 37  | 6   |
| Steve Cadieux         | LaSalle    | 20 | 20 | 17 | 37  | 10  |
| Jean Bourgeois        | St-Georges | 14 | 14 | 17 | 31  | 33  |
| Tony Frenette         | Pont-Rouge | 21 | 16 | 15 | 31  | 16  |
| Jean-François Lacasse | Pont-Rouge | 23 | 14 | 16 | 30  | 16  |
| Jonathan Nantel       | LaSalle    | 21 | 11 | 16 | 27  | 16  |
| Patrick Deraspe       | LaSalle    | 20 | 8  | 19 | 27  | 53  |
| Éric Lesage           | Pont-Rouge | 20 | 12 | 13 | 25  | 37  |
| Pierre Gendron        | Laval      | 14 | 9  | 16 | 25  | 40  |
| Yves Beaudoin         | LaSalle    | 20 | 6  | 19 | 25  | 12  |

## Trophées et honneurs
Cette section présente l'ensemble des trophées remis aux joueurs et personnalités de la ligue pour la saison.
| Trophée                                                          | Joueur                                   |
| ---------------------------------------------------------------- | ---------------------------------------- |
| Trophée Claude Larose Joueur le plus utile à son équipe          | Frédéric Vermette (St-Georges)           |
| Trophée Éric Messier Meilleur défenseur                          | Steve Gosselin (St-Georges)              |
| Trophée Guy Lafleur Meilleur pointeur                            | Martin Duval (Granby)                    |
| Trophée Maurice Richard Meilleur buteur                          | Hugo Bouthilier (Granby)                 |
| Trophée Serge Léveillée (entraîneur) Meilleur entraîneur         | Daniel Saumier (LaSalle)                 |
| Trophée des médias Joueur le plus utile des séries éliminatoires | Yves Beaudoin (LaSalle)                  |
| Trophée du meilleur duo de gardien de but                        | Guy Moore et Mathieu Vachon (St-Georges) |
| Trophée de la recrue                                             | Patrick Deraspe (LaSalle)                |
| Trophée du joueur le plus gentilhomme                            | Jean Imbeau (Jonquière)                  |

| Trophée                                                                   | Équipe                  |
| ------------------------------------------------------------------------- | ----------------------- |
| Coupe du Commissaire Équipe de la saison régulière avec le plus de points | Garaga de Saint-Georges |
| Trophée Mario Deguise Champion de l'Ouest                                 | Rapides de LaSalle      |
| Trophée Serge Léveillée Champion de l'Est                                 | Garaga de Saint-Georges |
| Trophée Gilles Lefebvre Meilleure organisation de la ligue                | Garaga de Saint-Georges |
| Coupe Futura Vainqueur des séries                                         | Rapides de LaSalle      |